# L'Affaire Josey Aimes
Pour plus de détails, voir Fiche technique et Distribution.
L'Affaire Josey Aimes (North Country) ou Le Vent du Nord au Québec est un film de procès américain réalisé par Niki Caro, sorti en 2005.

## Synopsis
Divorcée, mère de deux jeunes enfants, Josey Aimes a regagné sa bourgade natale du Minnesota à la recherche d'un emploi. Un seul débouché s'offre à elle : la mine qui, depuis des siècles, constitue l'ossature économique et sociale de la région. Le travail y est harassant, mais bien rétribué, et l'on est assuré de s'y faire de solides relations, pour peu que l'on respecte les valeurs et traditions passéistes de ce milieu.
Car la mine est un fief masculin, où les rares femmes s'exposent à la méfiance, voire à l'hostilité, d'un certain nombre de mineurs qui jugent qu'elles n'y ont pas leur place et ne voient en elles que des concurrentes potentielles, prêtes à leur ravir leur emploi. Josey, comme ses compagnes, se trouve donc en butte à la malveillance des « fortes têtes », à leurs plaisanteries d'un goût douteux, à leurs insinuations salaces, à leur manœuvres de harcèlement, qui lui deviennent vite intolérables. Mais personne ne veut entendre ses protestations. 
Pour la hiérarchie, pour ses parents, pour ses compagnes et même pour sa plus proche amie, la déléguée syndicale Glory, rien ne doit troubler l'équilibre et les règles de l'institution. Josey est invitée à tenir tête, à garder le silence, à faire semblant de rien. Mais les incidents se multiplient, et la pression monte de jour en jour, jusqu'à ce que la jeune femme tente l'impensable : porter l'affaire devant la justice. Un acte de défiance sans précédent qui bouleversera sa vie et changera le visage de la justice.

## Fiche technique
- Titre : L'Affaire Josey Aimes
- Titre original : North Country
- Réalisation : Niki Caro
- Scénario : Michael Seitzman, d'après le livre Class Action: The Story of Lois Jensen and the Landmark Case That Changed Sexual Harassment Law, écrit par Clara Bingham et Laura Leedy
- Production : Nana Greenwald, Jeff Skoll, Nick Wechsler, Valerie Flueger, Helen Buck Bartlett et Doug Claybourne
- Société de production : Warner Bros. Pictures, Participant Productions
- Budget : 35 millions de dollars
- Musique : Gustavo Santaolalla
- Photographie : Chris Menges
- Montage : David Coulson
- Décors : Richard Hoover
- Costumes : Cindy Evans
- Pays d'origine : États-Unis
- Format : Couleurs - 2,35:1 - DTS / Dolby Digital / SDDS - 35 mm
- Genre : Drame
- Durée : 126 minutes
- Dates de sortie : 12 septembre 2005 (festival de Toronto), 21 octobre 2005 (États-Unis), 8 mars 2006 (France, Suisse), 22 mars 2006 (Belgique)

## Distribution

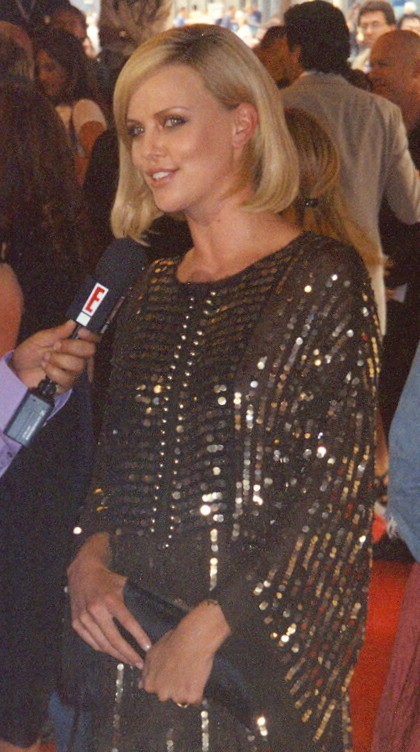
L'actrice Charlize Theron, pour la présentation du film au Festival du Film de Toronto 2005.

- Charlize Theron (V. F. : Barbara Kelsch ; VQ : Camille Cyr-Desmarais) : Josey Aimes
  - Amber Heard : Josey jeune
- Sean Bean (V. F. : François-Éric Gendron ; VQ : Denis Roy) : Kyle
- Woody Harrelson (V. F. : Xavier Fagnon ; VQ : Bernard Fortin) : Bill White
- Jeremy Renner (V. F. : Jérôme Pauwels) : Bobby Sharp
- Frances McDormand (V. F. : Françoise Vallon ; VQ : Christine Séguin) : Glory
- Sissy Spacek (V. F. : Frédérique Cantrel ; VQ : Claudine Chatel) : Alice Aimes
- Richard Jenkins (V. F. : Michel Derain ; VQ : Jean-Marie Moncelet) : Hank Aimes
- James Cada (V. F. : Claude Brosset) : Don Pearson
- Rusty Schwimmer (V. F. : Caroline Jacquin) : Big Betty
- Linda Emond (V. F. : Frédérique Tirmont ; VQ : Anne Caron) : Leslie Conlin
- Michelle Monaghan (V. F. : Marjorie Frantz ; VQ : Nadia Paradis) : Sherry
- Brad William Henke (V. F. : Bernard Métraux) : Lattavansky
- Jillian Armenante (V. F. : Laure Sabardin) : Peg
- Xander Berkeley (V. F. : Richard Leblond ; VQ : Benoit Rousseau) : Arlen Pavich
- Corey Stoll (V. F. : Constantin Pappas) : Ricky Sennett
- Chris Mulkey (V. F. : Pascal Massix) : Earl Slangley
- Marcus Chait (V. F. : Patrick Gosselin) : Wayne
- Tom Bower (V. F. : Frédéric Cerdal) : Gray Suchett
- Elle Peterson (V. F. : Zelie Siron) : Karen Aimes
- Thomas Curtis (V. F. : Aloïs Darles) : Sammy Aimes
- Sally Wingert (V. F. : Dominique Chagnaud) : Kay Stollman
- John Aylward (V. F. : Léon Dony) : le juge Halsted
- Monsignor Patrick McDowell (V. F. : Jean-Paul Rigaux) : le prêtre
- Jacqueline Wright (V. F. : Guylène Ouvrard) : la femme de Bobby
- Arron Shiver (V. F. : Éric Marchal) : le jeune docteur

Source et légende : Version française (V. F.) sur Voxofilm
- Version française[2]
  - Studio de doublage : Ubik Films
  - Direction artistique : Michel Derain
  - Adaptation : Marie-Christine Chevalier

## Autour du film
- Le tournage s'est déroulé du 14 février au 13 mai 2005 à Chisholm, Eveleth, Iron Range, Minneapolis et Virginia, dans le Minnesota, ainsi qu'à Silver City, au Nouveau-Mexique.
- Charlize Theron et Frances McDormand avaient toutes deux joué la même année dans Æon Flux, réalisé par Karyn Kusama.
- Charlize Theron, nommée pour l'Oscar de la meilleure actrice pour L'Affaire Josey Aimes, avait remporté la statuette en 2003 pour son interprétation dans Monster, tandis que Frances McDormand, ici nommée pour le meilleur second rôle féminin, avait également remporté l'Oscar de la meilleure actrice en 1996 pour son rôle dans Fargo.
- Le film est basé sur une histoire vraie.

## Bande originale
- Antone's Polka, interprété par The Matt Vorderbruggen Band
- Noodles, interprété par The Matt Vorderbruggen Band
- Bette Davis Eyes, interprété par Kim Carnes
- Werewolves of London, interprété par Warren Zevon
- Tell Ol' Bill, interprété par Bob Dylan
- Baby Don't Get Hooked On Me, interprété par Mac Davis
- Wasn't That A Party, interprété par The Irish Rovers
- Girl Of The North Country, interprété par Leo Kottke
- Hit Me With Your Best Shot, interprété par Rusty Schwimmer
- I Drink Alone, interprété par Jeremy Renner
- Lay, Lady, Lay, interprété par Bob Dylan
- Hey Joe, composé par Billy Roberts
- Shake The House Down, interprété par Molly Hatchet
- If I Said You Had A Beautiful Body (Would You Hold It Against Me), interprété par The Bellamy Brothers
- Do Right To Me Baby (Do Unto Others), interprété par Bob Dylan
- Sweetheart Like You, interprété par Bob Dylan
- Paths of Victory, interprété par Cat Power

## Récompenses
- Nomination au Prix Satellite de la meilleure actrice pour Charlize Theron et du meilleur second rôle féminin pour Frances McDormand en 2005.
- Nomination à l'Oscar de la meilleure actrice pour Charlize Theron et du meilleur second rôle féminin pour Frances McDormand en 2006.
- Nomination au prix de la meilleure actrice pour Charlize Theron et du meilleur second rôle féminin pour Frances McDormand, lors des BAFTA Awards 2006.
- Nomination au Golden Globe de la meilleure actrice pour Charlize Theron et du meilleur second rôle féminin pour Frances McDormand en 2006.